# Dusch

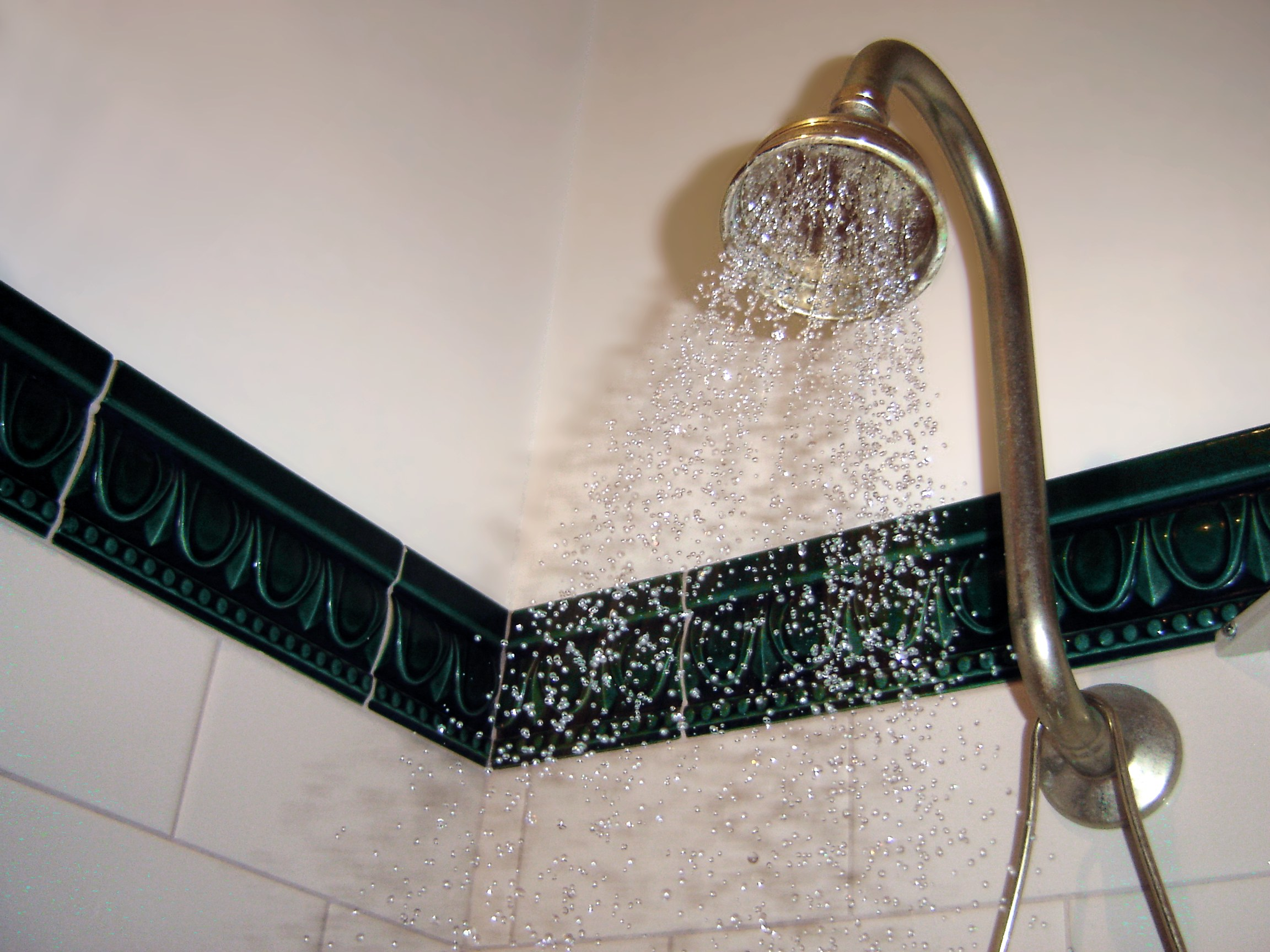
Fast duschmunstycke som sprutar vatten.

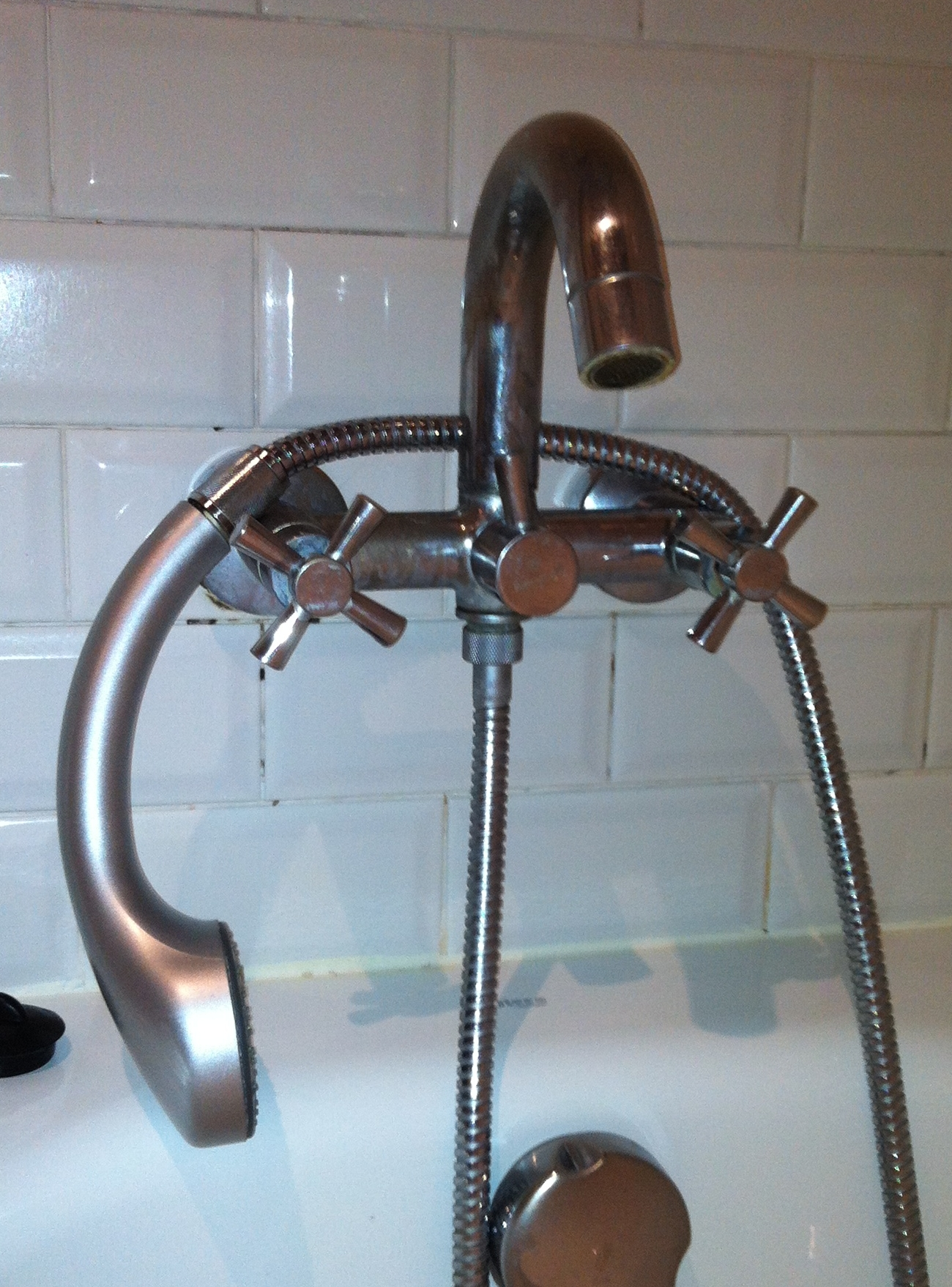
Handdusch kopplad med duschslang till en duschblandare.

En dusch (franska douche) är i vanliga fall tvagning med strilande vatten i hygieniskt syfte. För detta ändamål finns duschaggregat. 
Duschen kan befinna sig i en särskild duschkabin eller vara ansluten till vattenkranarna tillhörande ett badkar. Det finns fast installerade duschar och handduschar. De är anslutna till vattenrör och brukar vara försedda med termostatreglerade blandare för största komfort och optimal energiförbrukning. De är oftast höj- och sänkbara för att kunna anpassas till den duschandes kroppslängd. Framför duschkabinen har man ofta ett duschdraperi eller liknande anordning.
Att duscha kräver mindre varmvatten än att bada karbad varför det ofta rekommenderas i vatten- och energibesparande syfte. Jämförelsen bygger på en dusch av någon eller några minuters längd och ett fyllt normalstort badkar; förhållandena kan förändras om dessa förutsättningar modifieras.

## Dusch i Sverige
I Sverige duschar man i genomsnitt 5,5 gånger i veckan, män fler gånger än kvinnor.